# Вейсбрем Павло Карлович
Вейсбрем Павло Карлович  (1899, Ростов-на-Дону — 5 серпня, 1963, Ленінград) — російський та радянський театральний режисер.

## Ранні роки у Ростові
Походив з родини провінційного банкіра. Родина не мала стосунку до мистецтва.
Павло Вейсбрем народився у Ростові, де закінчив гімназію імені Н. П. Степанова. Ще у роки навчання у гімназії багато читав і захоплювався п'єсою Зінаїди Гіппіус «Зелене кільце». Поціновувачі літератури у гімназії разом із юнаком Вейсбремом заснували гурток з тою ж назвою, де обговорювали новини літератури і театра. Гімназисти гуртка брали участь у самодіяльних концертах і читали вірші в міській бібліотеці. Актив гуртка не розпався, а перетворився на театральну групу, котра узяла собі найменування «Театральна майстерня» (рос. «Театральная мастерская»). У січні 1918 р. відбулася прем'єра, вистава «Незнакомка» за твором поета Олександра Блока. Художнім керівником нового театра став молодий Павло Вейсбрем.

## Еміграція до Франції
Павло Вейсбрем походив із багатої родині і під тиском батьків покинув Ростов через загрозу життю від більшовиків, емігрував 1919 року у Францію. Навчався у Сорбоні. Не поривав із театром і під час еміграції. Відмо, що 1921 році поставив як режисер виставу «Театр жахів» на сцені так званого «Мандрівного театра на столах». Головним мімом у виставі був Валентин Парнах (1891—1951), сам хореограф, танцівник, перекладач і поет-емігрант.
1925 року Павло Вейсбрем насмілився покинути батьків у Парижі і повернувся до більшовицької Росії, у Ленінград.

## Портрет і здібності
Павло Вейсбрем, за спогадами Олександра Белінського, не мав нічого театрального у зовнішньому вигляді. Він був невеличкий на зріст, мав погану дикцію, нехтував елегантністю в одязі, не вирізнявся перебільшенням власної значимості і помпою у поведінці. При цьому відрізнявся режисерськими здібностями і творчими знахідками. Його вважали сценічним магом, чаклуном. Явищами у театральному мистецтві були вистави-казки, серед котрих — «Кіт у чоботях», «Синя птиця», «Два клени», як і звертання до драм Шекспіра («Ромео і Джульєта»), Мольєра («Тартюф»), Кальдерона («Схований кабальєро»), Карло Гоцці тощо.

## Покарання Павла Вейсбрема
Покарання митця почалося з днів його повернення у більшовицьку Росію. Він був арештований і запроторений у тюрму, спочатку у Ленінграді, потім у Москві. Почались допити, хто такий і чому повернувся із Франції. По звільненню його утримували під підозрою десятиліттями.
Він багато і наполегливо працював у різних театрах. Аде керівництво театрів знало про підозри. Ім'я Павла Вейсбрема набуло популярності, але це ім'я десятиліттями старанно викреслювали із усіх списків на будь-які радянські нагороди чи звання. Він так і не отримав якихось звань до кінця життя.

## Власна родина і архів митця
Був одружений, дружина — актриса Великого драматичного театру Призван-Соколова Марія Олександрівна. Вона і зберегла архів театрального діяча, котрий вдалося передати у Театральний музей.

## Смерть
Помер у Ленінграді 5 серпня 1963 року.

## Галерея

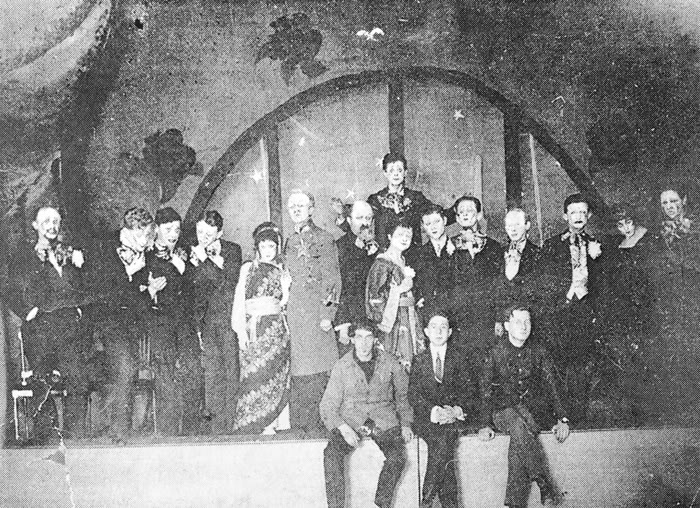
Фото акторів після вистави «Незнакомка» у «Театральній майстерні» Ростова-на-Дону, 4 січня 1918 р. Павло Вейсбрем сидить посередині у першому рядку